# 韋啟承
韋啟承（约1950年—1967年8月1日），廣西融縣人，在臺灣屏東縣東港鎮為救溺水的學生而殉身，立有銅像紀念。

## 生平
韋啟承為廣西省融縣人，家住屏東東港共和新村，母親在十歲時已去世，中華民國空軍軍官韋鼎烈與妻子生韋啟聰與韋啟藍兩女後才生他這獨子。臺南一中一年級同窗朱舜光回憶，獨自北上讀書的韋啟承很好相處，個性成熟，他長得高、夢想是當籃球選手。

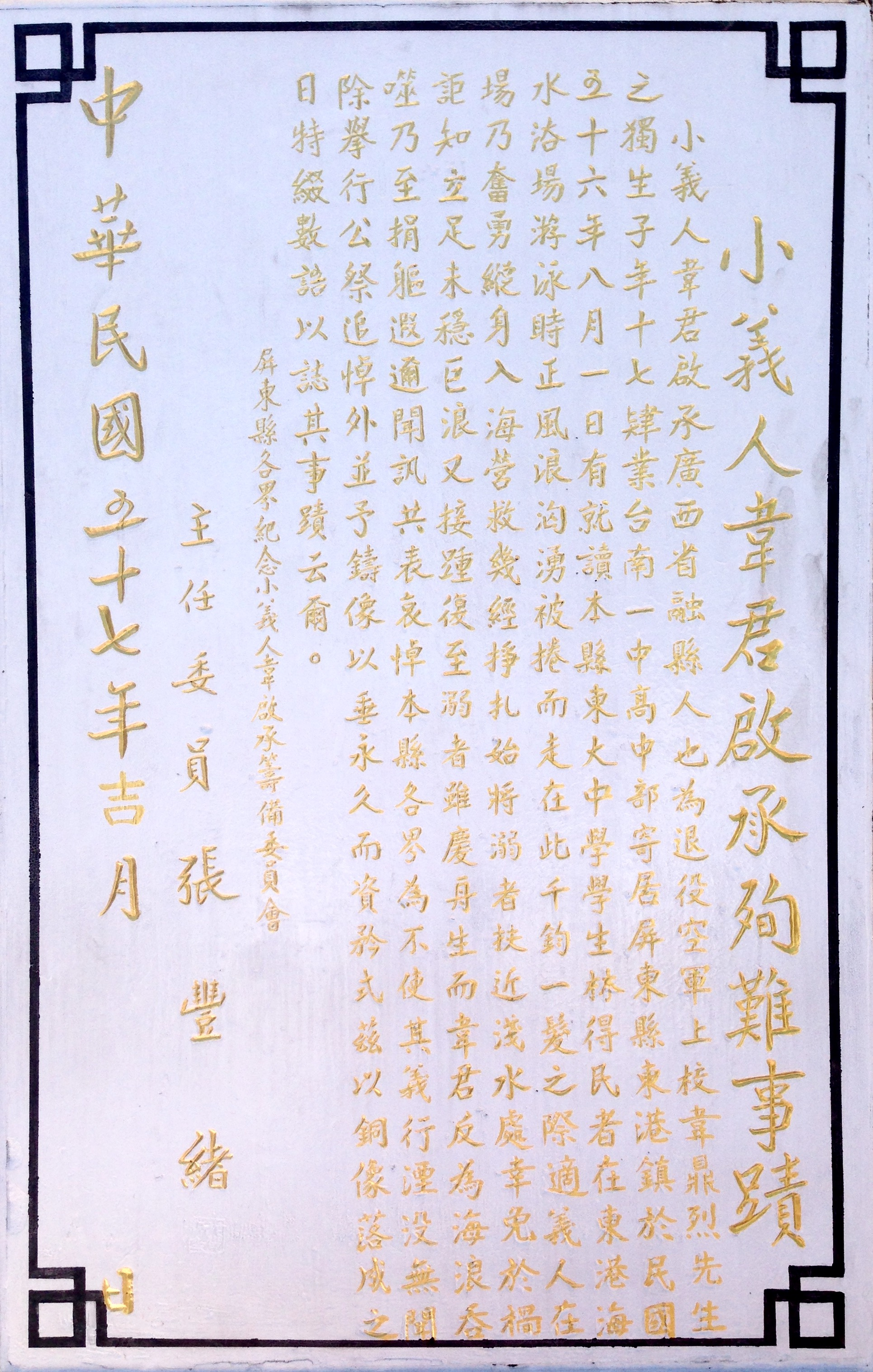
碑文

1967年8月1日下午4點15分左右，屏東東大中學學生林得民在已關閉的東港海水浴場游泳時溺水，韋啟承和李大鵬兩人見狀立即搶救，林得民幸由李大鵬拖救上岸，但韋啟承在救人時突被海浪沖走。此時，東港鎮青年吳猛彥眼見韋啟承救人遇險，亦奮不顧身泅水前往搶救，但因體力不支，也被海浪沖走。漁民施春明立刻下海援救起吳猛彥，但韋啟承已告失蹤。

## 身後

### 追悼大會
同月2日上午，五十三歲的韋鼎烈到海水浴場準備打撈搜尋屍體，由於沿海風浪很大，無法僱請漁船進行打撈。當天上午，林得民連同他的母親從潮州鎮趕到韋家慰問，林母表示願意過繼給韋家為義子。
同月3日，東港分局長張翼鵬及地方首長多人到韋家慰問。東港鎮公所、東港分局、民眾服務分社、及空軍參謀大學等單位，決定發起籌建一座紀念碑，並以專案報請縣府、救國團，待韋啟承的屍體尋獲時，舉行盛大的追悼會。另有李大鵬、吳猛彥、施春明奮勇相互救溺的行為，亦將報請表揚。警方則研判屍體可能漂至佳冬鄉、枋寮鄉海面。
同月5日，空軍參謀大學洽請空軍基地派遣水上飛機在沿海協助尋找韋啟承遺體。國民黨縣黨部主委陳志堅於東港民眾服務分社邀集地方首長座談，表示應擴大表揚。林得民和他從事製鎖的父親林大俠也到韋家慰問，並至東港浴場海濱燃香遙祭韋啟承。
當年臺南一中暑假結束時，朱舜光已見不到隔壁桌的韋啟承，開學當天老師一臉沉重走進教室宣布其噩耗。
該年9月12日，韋啟承屍體一直未尋獲。屏東縣各界在東港海水浴場追悼大會，由張豐緒縣長主持小義人韋啟承紀念銅像破土儀式，國民黨屏東縣黨部主委陳志堅、議長陳恆隆、警察局長陳英侯、東港鎮長黃金燧、空軍參校、幼校等單位首長陪祭，屏東縣各界機關團體約有五百餘人與祭。追悼會收到各界致送的輓聯二百餘幅。考試院長孫科、立法院長李嗣璁、司法院長謝冠生頒贈的「成仁取義」、「義勇可風」、「救溺成仁」輓額。教育部長閻振興致送「拯溺竟忘身，擊石勢殊宋司馬；成仁當弱冠，執戈名擬魯汪踦」輓聯則懸掛在靈堂正面。兩旁還懸置蔣經國、谷鳳翔、徐慶鐘、黃、謝東閔、賴名湯等首長的輓聯及花圈。林得民由雙親陪同，在向韋家致謝詞中，表示將學習韋啟承進取的精神，好好充實自己，以代盡人子之孝道。
同年12月13日，中華民國各界表揚好人好事推行委員會，發表施春明、吳猛彥、李大鵬為好人好事代表的事蹟，將在19日上午同時接受全國各界的表揚。

### 銅像設立
1968年，韋啟承高中同學得知東港鎮將立一座銅像來紀念他的義行，全班四十九位同學包遊覽車南下參加儀式，他們看到韋啟承銅像望著大海，忍不住抱在一起哭著說這就是他會做的事。銅像基座上有當時省主席黃杰、省議長謝東閔分別題字「集義所生」、「捨身成仁」。
之後臺灣立有救溺者雕像有臺中市的李益勝像、大里的蔡恆懷像、新竹市的許榮燦像、圓山的李再春像、三重的童宏勝像、頭城的溫文龍像、貢寮的蘇國賢像、新店的李合豐像、旗津的楊清吉像、國姓的曾鴻林像等。
時隔多年，附近居民反映，韋啟承銅像位於道路中央，影響車輛進出。也因為當地接近東港碼頭，常有漁工聚集，造成環境髒亂。鑽研地方文史的蔡誌山任海濱國小校長時，曾把韋啟承的故事說給孩子們聽，他感嘆說這段英勇故事，真的快被時光沖淡了。
2000年7月1日，新園鄉鹽埔村人、二十歲出頭的吳坤修，在東港鎮海公園海邊搶救溺水的東港國小學生吳學梅及陳雅紋，先順利救起陳雅紋一人，繼而在搶救吳學梅即將上岸之際，風浪再度襲擊，且吳坤修已體力不支，致兩人雙雙溺斃。對於鎮民也想為吳坤修立銅像，受到鎮公所反對，理由是與其再立，倒不如先將韋啟承銅像遷移他處以免妨礙交通。
2011年底，有屏東人傳韋啟承照片給臺南一中。校長黃連生表示等記錄、照片蒐集齊全後，就會放進校史館。
2015年農曆新年前，已移民美國的朱舜光再度來到東港，見到老同學的銅像時，說：「我都要當祖父了，你卻依然維持高中的容貌。」